# 大久保忠俊
大久保 忠俊（おおくぼ ただとし）は、戦国時代から安土桃山時代にかけての武将。三河の松平氏（徳川氏）の譜代家臣。宇津忠茂の子。蟹江七本槍の一人。通称は新八郎、五郎右衛門とも。号は常源。妻は坂部正利の娘。弟に大久保忠員ら、子に忠勝らがいる。

## 生涯
明応8年（1499年）、宇津忠茂の子として誕生した。三河領主松平清康に仕える。
後年に甥の大久保彦左衛門が著した『三河物語』によると、越前の大窪藤五郎という武芸者が三河に修業に来て、自分の名字を残すのは忠俊しかいないと要望したので、主君・清康に伺いを立てると、大窪は剛勇の士であるからその望みを認めようと言ったので、当初の姓は「宇津」であったが、兄弟全員と共に「大窪」姓に改姓し、大窪藤五郎の戦死後に忠俊が頻繁に悪夢に悩まされたことから「大久保」姓と改めたとされる。
享禄2年（1529年）、牧野伝蔵・伝次を攻めた際に、序盤崩れたが、力戦して押し返し、清康が出馬し、松平信定も加勢したので、敵を敗走させ、ついに吉田城を落とした。
天文4年（1535年）、尾張国守山において清康が陣中にて急死する森山崩れの後、三河勢は岡崎城に潰走したが、信定に城を占領された結果、阿部定吉らは広忠をつれて更に伊勢国神戸に潰走した。家臣団は信定派と広忠派に分裂したが、忠俊は密かに広忠派に内通し帰城を謀った。天文5年（1536年）、広忠は今川義元の後援を受けて三河牟呂城に入った。信定は国内で広忠を支持するものが増えていると聞いて、諸士を伊賀八幡宮に集めて起請文を書かせた。三河物語によると大窪家の忠俊には7枚の起請文を三度にわたって書かされたが、忠俊は引き続き弟・忠員、忠久、林藤助、八国甚六郎、成瀬正頼・大原左近衛門らと密議を重ねた。
天文6年（1537年）5月1日についに広忠を岡崎城に迎え入れたが、この功で15貫文の采地、連名の判物を賜り、中野の代官職を与えられ、同地で百貫の采地を与えられた。
天文9年（1540年）、広忠は渡の戦いで敗れたが、忠俊は堤の柳の陰に伏兵を置いて追撃する敵を防ぎ、植村新六の加勢をえて、敵を逆に敗走させた。この年の安城の戦いの前に、忠俊は大窪家の家督を相続した。大窪藤五郎はその戦いで討ち死にした。
天文14年（1545年）、織田信秀が安城城（安祥城）を攻略して三河に侵攻した。広忠は千騎を率いて奇襲でこれを撃破したが、忠俊も戦功があった。
天文17年（1548年）4月、（追放されていた）松平信孝が500騎余りを率いて明大寺辺りに進出し、岡崎城を窺った。忠俊と石川清兼は広忠に味方は多勢であるが（同じ三河勢のため）敗り難い相手である忠告すると、広忠は両人に謀略を任せた。命を受けて忠俊は、射手70名を伏兵として隠し、耳取縄手の戦いで菅原河原を通った信孝を射殺して暗殺した。また同年、織田信秀は荒川新八郎に三河を侵攻させたが、忠俊が兵を出して撃退した。
天文18年（1549年）、駿河の戦国大名今川義元は、三河勢に先導させて織田信広の籠もる安城城を攻めたが、忠俊らが先鋒となった。忠俊らは信広を生け捕ることに成功して、尾張勢と講和し、人質として捕らわれていた広忠の子竹千代との捕虜交換を実現させた。
蟹江城攻め・桶狭間の戦いなどに参戦。その後、剃髪して常源と号し、永禄6年（1563年）の三河一向一揆では岡崎城の防備に務めた。また、家康が一向宗の寺院破却を言い出した際、忠俊の懸命の功労により一向宗の門徒は全員無罪とし、浄珠院で面倒を見る事を認めさせた。
天正9年（1581年）9月26日、死去。享年83。

## 登場作品
- 『徳川家康』 （NHK大河ドラマ 1983年)、演：河原さぶ